# Osiedle (powiat Prudnicki)
Osiedle is een dorp in de Poolse woiwodschap Opole. De plaats maakt deel uit van de gemeente Prudnik.

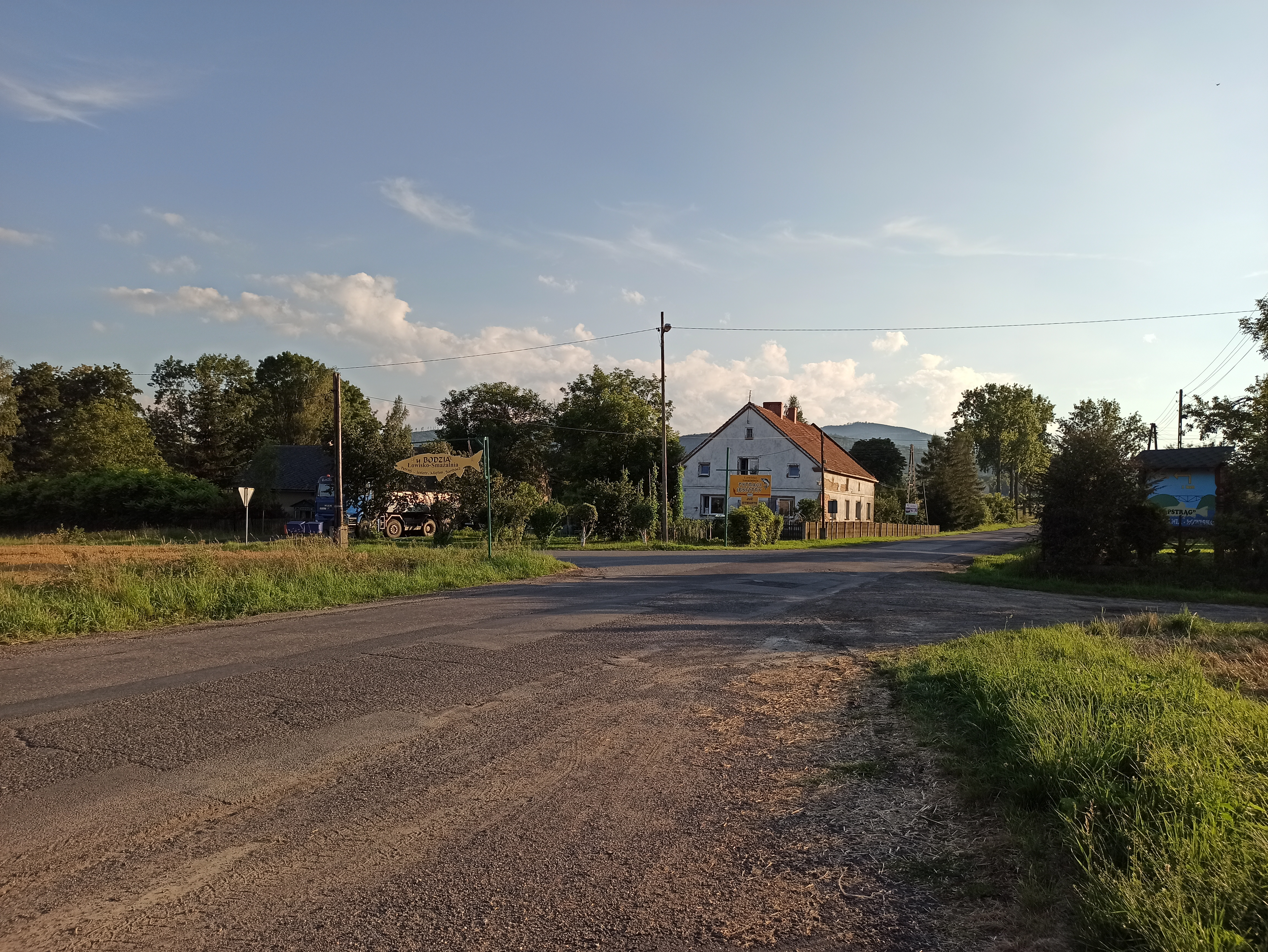